# نمایش‌های بین دو نیمه
نمایش‌های بین دو نیمه یک سنت در طول بازی‌های فوتبال آمریکایی در تمام سطوح رقابت است. سرگرمی در طول Super Bowl، بازی قهرمانی سالانه لیگ ملی فوتبال (NFL)، نشان‌دهنده پیوندی اساسی با فرهنگ پاپ است که به گسترش مخاطبان تلویزیون و علاقه در سراسر کشور کمک می‌کند.
از سال ۲۰۱۳، پپسی اسپانسر رسمی نمایش نیمه‌تیم بوده‌است.

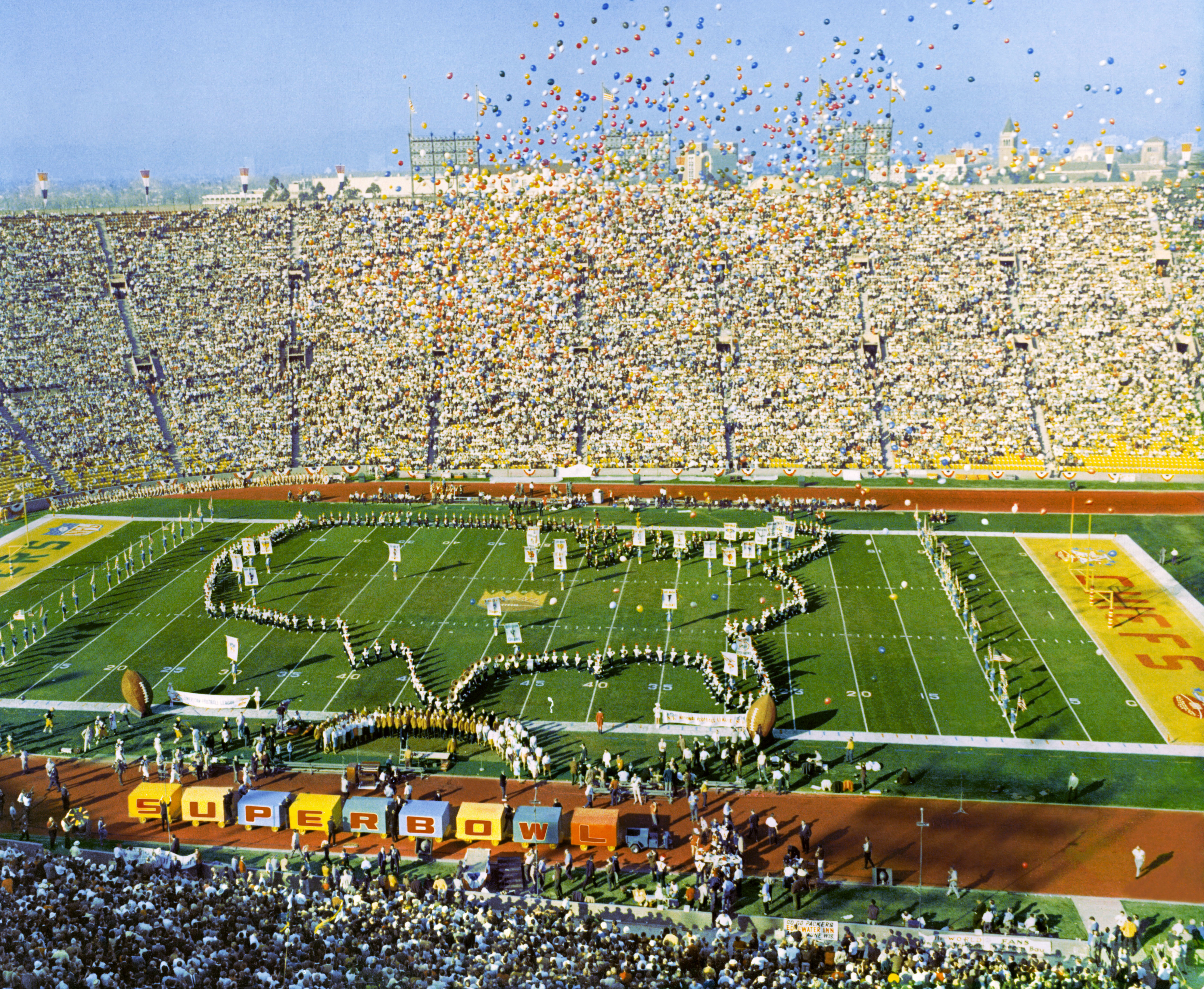
نمایی از نمایش بین دو نیمه در Super Bowl I (اولین فینال سوپر بول)

NFL به اجراکنندگان نمایش نیمه‌وقت هزینه‌ای پرداخت نمی‌کند، که این هزینه‌ها شامل تمام هزینه‌های اجراکنندگان و اطرافیانشان از مدیریت اعضای گروه، خدمه فنی، پرسنل امنیتی، خانواده و دوستان است. نمایش بین دو نیمه Super Bowl XXVII که مایکل جکسون آنرا اجرا کرد یک استثنا بود، زیرا NFL و فریتو-لی توافق کردند که کمک مالی کنند و زمانی برای آگهی تبلیغاتی برای بنیاد دنیا را التیام بده فراهم کنند. طبق داده‌های ام آر سی دیتا، نوازندگان نیمه‌وقت به دلیل قرار گرفتن در معرض توجه، مرتباً جهش قابل‌توجهی در فروش هفتگی آلبوم و دانلود دیجیتال آلبوم‌های خود تجربه می‌کنند.

## تاریخچه
در زیر لیستی از اجراکنندگان، تهیه‌کنندگان، تم‌ها و حامیان مالی نمایش هر بازی Super Bowl آمده‌است. این لیست شامل اجراکنندگان سرود ملی نمی‌شود که در مقاله فهرست اجراکنندگان سرود ملی در Super Bowl آمده‌است. نام‌هایی که پررنگ شده‌اند، مجریان تیتر هستند.